# Фрамон
Фрамо́н (фр. Framont) — коммуна во Франции, находится в регионе Франш-Конте. Департамент — Верхняя Сона. Входит в состав кантона Шамплит. Округ коммуны — Везуль.
Код INSEE коммуны — 70252.

## География
Коммуна расположена приблизительно в 280 км к юго-востоку от Парижа, в 50 км северо-западнее Безансона, в 45 км к западу от Везуля.
По территории коммуны протекает река Салон.

## Население
Население коммуны на 2010 год составляло 196 человек.
| 1962 | 1968 | 1975 | 1982 | 1990 | 1999 | 2010 |
| ---- | ---- | ---- | ---- | ---- | ---- | ---- |
| 139  | 236  | 238  | 195  | 185  | 200  | 196  |

## Администрация
| Период | Период | Фамилия       | Партия | Примечания |
| ------ | ------ | ------------- | ------ | ---------- |
| 2001   | 2003   | Мишель Клерже |        |            |
| 2003   | 2014   | Франсуа Шеван |        |            |

## Экономика

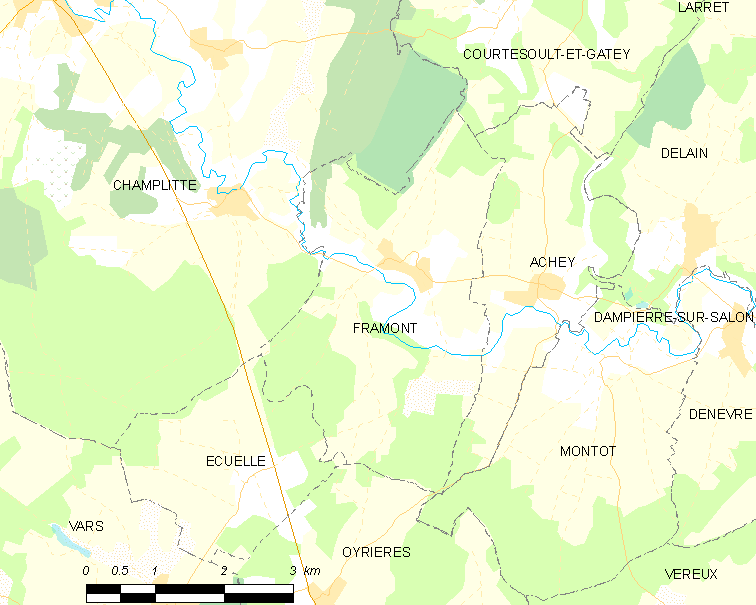
Карта коммуны

В 2010 году среди 110 человек трудоспособного возраста (15—64 лет) 84 были экономически активными, 26 — неактивными (показатель активности — 76,4 %, в 1999 году было 64,5 %). Из 84 активных жителей работали 80 человек (47 мужчин и 33 женщины), безработными было 4 (2 мужчины и 2 женщины). Среди 26 неактивных 7 человек были учениками или студентами, 6 — пенсионерами, 13 были неактивными по другим причинам.